# Фэйрхолл, Нероли
Нероли Сьюзан Фэйрхолл (англ. Neroli Susan Fairhall; 26 августа 1944, Крайстчерч, Новая Зеландия — 11 июня 2006, там же) — новозеландская спортсменка, ставшая первой в истории участницей Олимпийских игр, страдавшей параличом нижних конечностей.
Фэйрхолл родилась в Крайстчерче; занялась стрельбой из лука после аварии на мотоцикле, которая парализовала её от талии вниз, завершив её предыдущую спортивную карьеру. Она смогла выступить на летних Олимпийских играх 1984 года в Лос-Анджелесе, заняв последнее 35 место.
Фэйрхолл выиграла золотую медаль, когда стрельба из лука была впервые введена в программу Играх Содружества в Брисбене в 1982 году.
Чемпионка Новой Зеландии на протяжении многих лет, Фэйрхолл завоевала медали и титулы на Паралимпийских играх, чемпионат мира IPC-Стрельба из лука и многих международных турниров. Она четыре раз участвовала в Паралимпийских играх, в 1972, 1980, 1988 и 2000. В свои первые Паралимпийские игры она конкурировала в легкой атлетике. На Летних Паралимпийских играх 1980 года она приняла участие и в легкой атлетике, и в стрельбе из лука, завоевав золотую медаль в последнем виде спорта. На летних Паралимпийских играх 1988 и 2000 годов конкурировала в стрельбе из лука.
Фэйрхолл была награждена орденом Британской империи (MBE) за заслуги в спорте. Она продолжала выступать в качестве тренера в своём клубе стрельбы из лука. Умерла 11 июня 2006 года в возрасте 61 от болезни, связанной с её инвалидностью.